# Санделія
Санделія (Sandelia) — один із трьох африканських родів родини анабасових (Anabantidae).
Назва роду походить від імені вождя одного з племен коса Мголомбане Санділе (англ. Mgolombane Sandile, Sandelie у Кастельно, автора наукового опису роду).

## Види
Включає 2 прісноводних види з Південної Африки:
- Sandelia bainsii  Castelnau, 1861 — санделія Бейнса (англ. Rocky kurper), максимальна довжина 26 см, Східнокапська провінція.
- Sandelia capensis  (Cuvier, 1829) — капська санделія (англ. Cape kurper), максимальна довжина 20 см, Західнокапська провінція та Східнокапська провінція.

Обидва види обмежуються кількома прибережними річковими басейнами Капського узбережжя. Sandelia bainsii перебуває під загрозою вимирання. Sandelia capensis є більш поширеним видом, але також з обмеженим ареалом.

## Філогенез
Філогенез, який найкращим чином відображає фактичну еволюцію, виділяє рід Sandelia як одну з п'яти клад, на які поділяється родина Anabantidae. Sandelia займає окрему позицію на філогенетичному дереві й виступає як сестринська клада до групи видів Ctenopoma multispine (C. nigropannosum і C. pellegrini), а за рядом генетичних маркерів — до решти африканських представників родини (роди Ctenopoma і Microctenopoma).
Монофілія власне роду Sandelia залишається предметом дискусій, оскільки два види (S. capensis і S. bainsii) істотно відрізняються між собою за декількома ознаками. Хоча Sandelia capensis і Sandelia bainsii класифікуються як сестринські таксони, розрахункові значення розбіжності послідовностей між двома видами, отримані в результаті генетичних досліджень, виявились такими ж високими, як між родами родини. Водночас велика генетична різниця між ними не скасовує монофілії між двома видами, яка отримала високу підтримку (62 %). Дві окремі філогенетичні групи були виявлені в складі S. capensis. У складі S. bainsii також існують дві виразні з генетичної точки зору лінії, хоча відмінності між ними не такі значні, як у попереднього виду.
Існує розрив у поширенні анабантид на території Африки. Представники родів Ctenopoma і Microctenopoma зустрічаються на більшій частині континенту, розташованої на південь від Сахари, й досягають найбільшого розмаїття в регіоні дощових лісів у басейні річки Конго. Натомість обидва види санделій повністю ізольовані в Південній Африці від інших лабіринтових риб. Уважається, що рід Sandelia відділився від роду Ctenopoma в результаті перетину кліматичного бар'єру, що розділяє африканські тропіки та Південну Африку з її помірним кліматом. Процес супроводжувався виникненням у представників роду Sandelia декількох суттєвих морфологічних змін, зокрема сталася сильна редукція (зменшення, спрощення) додаткового лабіринтового дихального органу. У більш прохолодних водоймах Південної Африки здатність риб дихати атмосферним повітрям перестала бути селективною перевагою, як це має місце в тропічних болотах Центральної Африки.
Розділення (молекулярна дивергенція) родів Sandelia і Ctenopoma сталася приблизно 30-20 млн років тому, в добу олігоцену — раннього міоцену. Значна історична ізольованість більшості басейнів річок капського узбережжя Південної Африки сприяла генетичній дивергенції окремих популяцій санделій.

## Опис
Тіло витягнуте в довжину, округле в перетині. Рот порівняно великий, але без виразних щелеп, озброєний голчастими зубами; зуби є й на превомері, і на піднебінні. Представники роду Sandelia мають лише циклоїдні луски. Луски досить великі, на голові та на череві дрібніші.
Бічна лінія міцна, позаду переривається, а тоді знову починається, але вже нижче. Плавальний міхур роздвоєний.
Спинний та анальний плавці довгі, їхня м'якопроменева частина вища за твердопроменеву. У спинному плавці 12-17 твердих і 8-10 м'яких променів, в анальному 6-8 твердих і 8-11 м'яких, у хвостовому 16 променів. Черевні плавці короткі.
Санделії мають незвично простий, слабко розвинений лабіринтовий орган. Цей додатковий орган дихання є характерною ознакою лабіринтових риб. Він утворений із сильно модифікованих зябрових дуг і розміщується в порожнині над зябрами; численні складки значно збільшують дихальну поверхню. Ця структура дозволяє рибам використовувати для дихання атмосферне повітря й існувати у водоймах, де вміст розчиненого кисню часто є дуже низьким, наприклад у болотах або застійних водоймах.
Sandelia демонструє кілька унікальних рис, що відрізняє представників роду від решти анабантид. По-перше, це редукція лабіринтового органу. Цю зміну можна пояснити географічним відмежуванням від інших африканських родів й адаптацією до місцевих умов помірного клімату. У водоймах помірної зони води річок достатньо насичені киснем, і потреба в розвиненому лабіринті відпала. Інші відмінності можуть бути просто випадковими відхиленнями від батьківської форми, можливо, спричинені генетичним дрейфом під час ізоляції. Серед них втрата одного зябрового променя, зменшення розмірів надзябрової порожнини, майже повна відсутність ктеноїдних лусок.

## Поширення
Рід Sandelia є складовою капської іхтіофауни, ізольованої в Південній Африці. Санделії географічно відокремлені від решти родини. Два види Sandelia обмежуються басейнами кількох прибережних річок на крайньому південному сході Африки. Обидва види мають розпорошене поширення.
Sandelia bainsii зустрічається в річках центральної прибережної частини Східнокапської провінції, включає дві основні популяції — одна в басейнах річок Ґрейт-Фіш і Кові (англ. Kowie), інша в басейнах річок Баффало (англ. Buffalo) і Гулу (англ. Gulu, Gxulu).
Sandelia capensis має більшу територію поширення, мешкає в Східнокапській та Західнокапській провінціях. Вид зустрічається в більшості прибережних річок від річки Коега (англ. Coega) біля міста Порт-Елізабет на сході до річки Лангвлей (англ. Langvlei, афр. Verlorevlei) на північ від Кейптауна на заході. З часів пліоцену цей регіон поділений на західне та південне узбережжя. Відповідно сформувалися дві генетично відмінні лінії S. capensis. Кожна з цих лінії у свою чергу поділяється на декілька локальних популяцій, розбіжності між якими склалися в добу плейстоцену.

## Біологія
Санделії всеїдні, але харчуються, як правило, тваринною їжею. В шлунках риб знаходили комах, дрібну рибу, креветок. Великі екземпляри — жадібні хижаки, що полюють дрібних риб. Вони ховаються між камінням і чатують на здобич.
Нерестяться на ґрунт. Самець будує невеличке гніздо. Сам нерест відбувається біля дна, пара відкладає ікру в заглиблення на ґрунті. Ікра демерсальна (тоне). Самець охороняє кладку.